# Aşağı Tala
Unşunğı Tala (también conocido como Ashagy-Tala y Ikindzhi-Tala) es un pueblo y municipio en el Raión de Zaqatala en Azerbaiyán. Tiene una población de 6,653 personas.

## Personas célebres
- Sevil Gaziyeva - Héroe del Trabajo Socialista[2]